# 阿伦戈塔

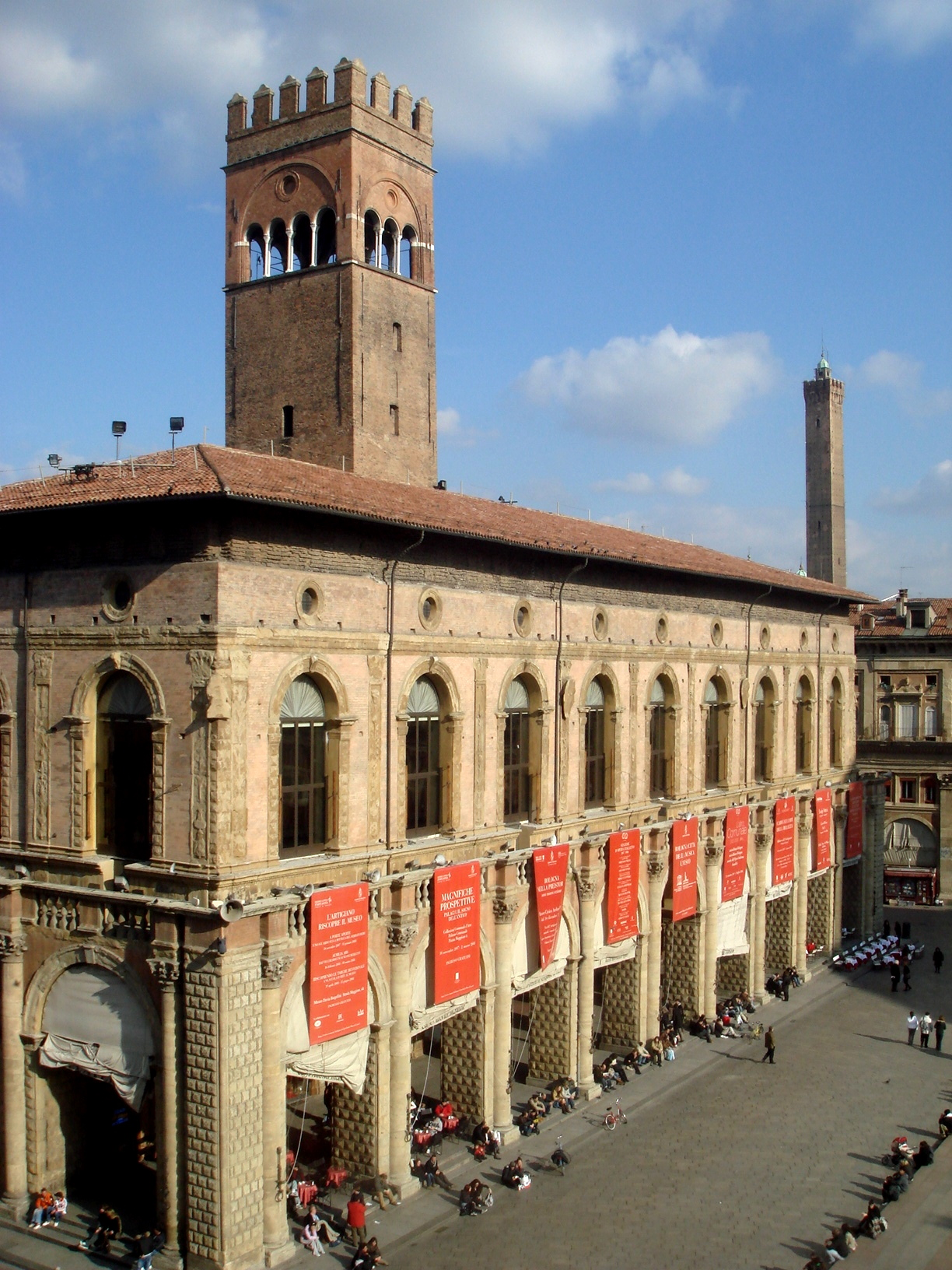
波德斯塔宫与顶部的阿伦戈塔

阿伦戈塔（Torre dell'Arengo）是一座13世纪的塔楼，位于意大利艾米利亚-罗马涅大区博洛尼亚的博洛尼亚主广场。
这座建筑的历史可追溯到13世纪初，但后来才以塔楼的形式出现。1453年，增加了一口亚里斯托蒂·菲奥拉万蒂的钟。它是博洛尼亚最大的钟，用于在政治或社会活动时召聚动员市民。